# Agrotis kurodakeana
Agrotis kurodakeana är en fjärilsart som beskrevs av Matsumura 1927. Agrotis kurodakeana ingår i släktet Agrotis och familjen nattflyn. Inga underarter finns listade i Catalogue of Life.